# Адеркас, Фабиан
Фабиан фон Адеркас (до 1610—1683) — шведский генерал-майор, владелец имений в Лифляндии и Эстляндии.
Принадлежит к остзейскому роду фон Адеркас.

## Биография
С ранней юности в рядах Лифляндского дворянского полка (Лифляндские кирасиры), вместе со старшим братом Юргеном, участвовал в походах шведского короля Густа́ва II Адольфа. В 1625 году, будучи в своём походном лагере под Бирценом, король наградил корнета Фабиана Адеркаса за верную службу владением Салгаль (Саллаёгги), а в 1628 году владением Пенниёгги в Эстляндии.
Вернувшись в Лифляндию, Фабиан увеличил отцовское имение Бистервольде, купив в 1638 году соседнее владение Виттерсбек (Веттерсбах).
В 1656 году Фабиан Адеркас был произведён в полковники и назначен командиром Лифляндского дворянского полка, с которым участвовал в военных действиях против русских войск в Лифляндии. За победы при Кокенгаузене (1656) и Эрлаа (1657), а также успешную оборону Пернау (1658) Адеркас был произведён в генерал-майоры.
В марте 1659 года, во главе полуторатысячного кавалерийского отряда, он разбил двухтысячный отряд польских и курляндских рейтар полковника Э. Корфа. Преследовал разбитого неприятеля до крепости Газенпот в Курляндии и принудил гарнизон капитулировать, взяв в плен, помимо солдат, полковников Корфа и Бринкена, 9 знамён, 6 пушек и 300 лошадей под седлом. Эта победа принудила командующего курляндскими силами полковника Шварцгофа объединиться с повстанческим отрядом ротмистра Иоганна Любека по прозвищу «Слепой Валентин». Совместным ночным рейдом они нанесли Адеркасу поражение под Тукумом.
Последние годы жизни провёл в Эстляндии, где также увеличил родовые владения. Похоронен в церкви Нигулисте в Ревеле (Таллин).
Жена — Анна фон Тизенгаузен.